# 성경의 절기
성경에는 하나님께서 명하신 절기와 유대인들의 절기가 기록되어 있다.

## 구약의 절기
구약성경에 기록된 절기는 레위기 23,25장에 있는 하나님께서 명하신 절기와 유대 민족의 자체 절기인 부림절과 수전절, 월삭 등이 있다.
아래 날짜는 그레고리력과는 다르다. 성경에 기록되어 있는 유대력(성력)으로 기록되어 있는 날이다.

### 하나님께서 율법으로 명하신 절기

#### 주간 절기
- 삼일제단: 매주 제 삼일째 날 지키는 절기.(민수기 19:1-22) 하나님이 부정한 자들을 정결하게 하기 위한 절기 중 하나의 제단.
- 안식일: 매주 일곱째 날 지키는 절기.(레위기 23:3)[2] 하나님이 모세에게 십계명 중 넷째 계명으로 명한 절기.

#### 연간 절기
- 유월절: 1월 14일 저녁.(레위기 23:5)[3] 애굽에서 나온 날을 기념하는 절기.
- 무교절: 1월 15일부터 7일간.(레위기 23:6-8)[4] 애굽에서 나온 후 홍해를 건너기까지 고난을 기억하는 절기.
- 초실절(요제절): 무교절 후 안식 후 첫날.(레위기 23:10-14)[5] 홍해를 건너 상륙한 것을 기념하고 감사하는 절기. 신약의 부활절.
- 칠칠절: 초실절로부터 칠 안식일 이튿날.(레위기 23:15-21)[6] 하나님께 십계명을 받은 날을 기념하는 절기. 신약의 오순절.
- 나팔절: 7월 1일.(레위기 23:24-25)[7] 회개의 나팔을 불어 두 번째 십계명을 받는 대속죄일의 준비를 하는 날을 기념하는 절기.
- 대속죄일: 7월 10일.(레위기 23:27-31)[8] 두 번째 십계명을 받아 온 날을 기념하는 절기.
- 초막절(장막절, 수장절): 7월 15일부터 7일간(레위기 23:34-37)[9] 성전 재료를 모은 날들을 기념하는 절기.

#### 기타 절기
- 안식년: 7년마다 지키는 절기.(레위기 25:5) 땅을 쉬게 하는 절기.
- 희년: 안식년이 7번 지난 50년마다 지키는 절기.(레위기 25:10) 이스라엘 모든 가족이 자기 땅으로 돌아가는 절기.

### 유대 민족의 자체 절기
- 부림절: 페르시아에서 유대인 학살을 막아낸 것을 기념하는 절기. 에스더에 있는 내용이 부림절에 대한 내용이다.[10]
- 수전절(하누카): 시리아 왕이 유대인들에게 헬라 우상 숭배를 강요하자, 이를 몰아내고 성전을 하나님께 봉헌한 날을 기념하는 절기.[11]
- 월삭: ‘월삭’은 그달의 초하룻날을 뜻하는 말로, 매월 1일 지켜지는 절기.[12]